# Tren Camino de Santiago
El tren turístico Camino de Santiago  realizó su viaje inaugural el 25 de julio de 2005, festividad de Santiago, desde Venta de Baños a Frómista, constituyendo entonces una herramienta novedosa para la promoción del turismo en todas sus facetas, tanto para la Comunidad de Castilla y León en general , como de la provincia de Palencia, en particular.
La composición del tren está formada por:
- Una locomotora de vapor, de 1887, de construcción belga y que perteneció a la antigua Compañía del Norte.
A fecha de enero de 2007, es la locomotora de vapor más antigua de España en estado de funcionamiento sobre vía ancha.
- Cuatro coches de viajeros tipo 5000/6000, de la década de 1950, con departamentos independientes y un total de 232 plazas sentadas.
Estos coches han sido primorosamente restaurados y dejados escrupulosamente en su estado original en cuanto a esquema de pintura e interiorismo.
- Un pequeño furgón de madera en donde se han instalado todos los mecanismos necesarios para dar freno de aire comprimido a la composición, así como un depósito adicional de agua para dar más autonomía a la locomotora de vapor.

De la puesta a punto, mantenimiento periódico que requiere todo este material, así como la logística que conlleva la salida del tren, se encarga el personal cualificado de la Asociación Venteña de Amigos del Ferrocarril.
Viajes en el año 2006:
- Venta de Baños — Paredes de Nava
- Venta de Baños — Frómista

Estos dos destinos se completaron con visitas guiadas a los principales museos y monumentos de dichas localidades, así como desplazamientos en autocar a Villalcázar de Sirga, Carrión de los Condes, Canal de Castilla, Laguna de la Nava de Fuentes, Támara de Campos... De igual manera, comprenden la comida y degustación de los productos más típicos de la zona y de gastronomía.
También está autorizado para viajes chárter (privados y concertados).
- Datos: Q6152099